# Tênis de mesa nos Jogos Olímpicos de Verão de 1992
O tênis de mesa nos Jogos Olímpicos de Verão de 1992 foi realizado em Barcelona, na Espanha, com quatro eventos disputados.

## Eventos do tênis de mesa
Masculino: Simples | Duplas
Feminino: Simples | Duplas

## Masculino

### Simples masculino
| Pos. | País                | Atletas              |
| ---- | ------------------- | -------------------- |
|      | Suécia (SWE)        | Jan-Ove Waldner      |
|      | França (FRA)        | Jean-Philippe Gatien |
|      | Coreia do Sul (KOR) | Kim Taek Soo         |
|      | China (CHN)         | Ma Wenge             |

### Duplas masculino
| Pos. | País                | Atletas                      |
| ---- | ------------------- | ---------------------------- |
|      | China (CHN)         | Lu Lin Wang Tao              |
|      | Alemanha (GER)      | Steffen Fetzner Jörg Roßkopf |
|      | Coreia do Sul (KOR) | Kang Hee Chan Lee Chul Seung |
|      | Coreia do Sul (KOR) | Kim Taek Soo Yoo Nam Kyu     |

## Feminino

### Simples feminino
| Pos. | País                  | Atletas       |
| ---- | --------------------- | ------------- |
|      | China (CHN)           | Deng Yaping   |
|      | China (CHN)           | Qiao Hong     |
|      | Coreia do Norte (PRK) | Li Bun Hui    |
|      | Coreia do Sul (KOR)   | Hyun Jung Hwa |

### Duplas feminino
| Pos. | País                  | Atletas                   |
| ---- | --------------------- | ------------------------- |
|      | China (CHN)           | Deng Yaping Qiao Hong     |
|      | China (CHN)           | Chen Zihe Gao Jun         |
|      | Coreia do Norte (PRK) | Li Bun Hui Yu Sun Bok     |
|      | Coreia do Sul (KOR)   | Hyun Jung Hwa Hong Cha Ok |

## Quadro de medalhas do tênis de mesa
| Ordem | País                | Medalha de ouro | Medalha de prata | Medalha de bronze | Total |
| ----- | ------------------- | --------------- | ---------------- | ----------------- | ----- |
| 1     | CHN China           | 3               | 2                | 1                 | 6     |
| 2     | SWE Suécia          | 1               | 0                | 0                 | 1     |
| 3     | GER Alemanha        | 0               | 1                | 0                 | 1     |
| 3     | FRA França          | 0               | 1                | 0                 | 1     |
| 5     | KOR Coreia do Sul   | 0               | 0                | 5                 | 5     |
| 6     | PRK Coreia do Norte | 0               | 0                | 2                 | 2     |